# Сумской областной совет
Сумской областной совет (укр. Сумська обласна рада) — представительный орган местного самоуправления, который представляет общие интересы территориальных общин сёл, посёлков, городов, в пределах полномочий, определённых Конституцией Украины, Законом Украины «О местном самоуправлении на Украине» и другими законами, а также полномочий, переданных им сельскими, поселковыми, городскими советами.
Областной совет состоит из депутатов, избирается населением Сумской области сроком на 5 лет. Совет избирает постоянные и временные комиссии. Областной совет проводит свою работу сессионно. Сессия состоит из пленарных заседаний и заседаний её постоянных комиссий.

## Состав
- Слуга Народа — 16

- Оппозиционная платформа —  За жизнь — 14
- ВО «Батькивщина» — 10
- Европейская солидарность — 9
- Наш Край — 8
- За будущее — 7

По состоянию на август 2025 года в коалицию входят "Слуга народа" (16 депутатов), "Батькивщина" (10 депутатов), "Европейская солидарность" (9 депутатов). В оппозицию входят 29 депутатов: 14 внефракционных депутатов, "Наш край" (8 депутатов), "За будущее" (7 депутатов).

## Список постоянных комиссий[1]
- Комиссия по вопросам бюджета, социально-экономического развития, инвестиционной политики, международного и межрегионального сотрудничества
- Комиссия по вопросам развития сельских территорий, социальной защиты населения, перемещенных лиц, участников АТО и членов их семей, здравоохранения, материнства и детства
- Комиссия по вопросам промышленности, энергетики, транспорта, связи, развития предпринимательства и топливно-энергетического комплекса
- Комиссия по вопросам жилищно-коммунального и дорожного хозяйства, строительства, архитектуры, чрезвычайных ситуаций, энергоэффективности и энергосбережения
- Комиссия по вопросам образования, науки, культуры, туризма, спорта и молодёжной политики
- Комиссия по вопросам земельных и водных ресурсов, использования недр, экологии, окружающей среды и лесного хозяйства
- Комиссия по вопросам совместной собственности территориальных общин и приватизации
- Комиссия по вопросам развития местного самоуправления, децентрализации, административно-территориального устройства, депутатской деятельности, регламента, законности и правопорядка, связей с общественностью, информационной и регуляторной политики

## Руководство совета[2]
- Председатель областного совета — Владимир Токарь
- Первый заместитель председателя областного совета — вакансия
- Заместитель председателя областного совета — Татьяна Головко

## Список председателей Сумского областного исполнительного комитета
- Абрамов, Александр Дмитриевич сентябрь 1944 по февраль 1948
- Шадрин, Василий Автономович февраль 1948 по 1950
- Мартыненко, Иван Михайлович 1950 по ноябрь 1953
- Кондратенко, Андрей Павлович ноябрь 1953 по 12 февраля 1959
- Повлевкин, Трофим Трофимович 12 февраля 1959 по 1961
- Еременко, Иван Семенович 1961 по 1964
- Науменко, Андрей Михайлович 1964 по декабрь 1973
- Козеняшев, Дмитрий Яковлевич декабря 1973 по 1982
- Шевченко, Владимир Антонович 1982 по ноябрь 1988
- Бондаренко, Анатолий Дмитриевич ноябрь 1988 по 1991

## Список председателей Сумского областного совета[3]
- Епифанов, Анатолий Александрович (1991—1992)
- Бондаренко, Анатолий Дмитриевич (1992—1994)
- Епифанов, Анатолий Александрович (1994—1999)
- Берфман, Марк Абрамович (1999—2006)
- Шапошник, Вячеслав Иванович (2006—2009)
- Токарь, Владимир Николаевич (2009—2010)
- Михайленко, Геннадий Владимирович (2010—2014)
- Клочко, Николай Алексеевич (2014—2015)
- Лаврик, Вера Ивановна (2015)
- Салатенко, Семён Павлович (2015—2016)
- Токарь, Владимир Николаевич (2016—2020)
- Федорченко, Виктор Михайлович (с 2020)